# Embrioblasto
Embrioblasto é a massa interna de células do blastocisto, que formará o embrião propriamente dito; também chamado de embrioblasto (conhecido como pluriblasto em marsupiais) é uma estrutura que aparece nas fases iniciais do desenvolvimento do embrião. É a massa de células no interior do blastocisto que dará origem às estruturas definitivas do feto. A massa celular interna é formada nas fases iniciais do desenvolvimento embrionário, antes da implantação no endométrio do útero.. A massa celular interna está completamente rodeada por uma única camada de células trofoblásticas (camada externa de células), que constituem o trofoectoderma. Mais tarde, ao oitavo dia de desenvolvimento, a massa celular interna ou embrioblasto diferencia-se em duas camadas: epiblasto e hipoblasto. Dito isto, o trofoblasto formará a placenta. O embrioblasto (disco embrionário), dividido em epiblasto e hipoblasto, esse último está em contato com a blastocele (cavidade do blastocisto).
Seis dias após a fertilização, o blastocisto se prende à parede endometrial, e o trofoblasto começa a se proliferar, diferenciando-se em duas camadas: uma mais interna, o citotrofoblasto, e uma mais externa, o [[sinciciotrofoblasto]. Ao fim da primeira semana, a partir da proliferação do sinciciotrofoblasto, o blastocisto já está implantado superficialmente no endométrio. Surge então, entre o embrioblasto e o trofoblasto, uma nova cavidade, a cavidade amniótica, e simultaneamente, surge nesta região um disco bilaminar, conhecido como disco embrionário. Este disco é formado por duas camadas: o epiblasto, camada de células voltadas para a cavidade amniótica, e o hipoblasto (endoderma primitivo), voltado para a cavidade blastocística. A partir deste momento, a cavidade blastocística passa a ser chamada de saco vitelino primitivo. Por volta do décimo dia, estágio em que o embrião já está totalmente implantado no endométrio surge uma grande cavidade que envolve o âmnio e o saco vitelino primitivo, chamada celoma extra-embrionário. O saco vitelino primitivo diminui de tamanho, e surge o saco vitelino secundário, ou simplesmente saco vitelino, que desempenha importante papel na transferência seletiva do líquido nutritivo para o disco embrionário. Por volta do 14° dia, o embrião ainda apresenta a forma de um disco bilaminar, e células hipoblásticas (células do hipoblasto) formam uma área espessa circular, denominada placa pré-cordal, que indica o futuro local da boca, a região cranial do embrião.

## Próximos estádios de desenvolvimento
A separação física e funcional da massa celular interna (ICM) do trofectoderma (TE) é uma característica especial do desenvolvimento dos mamíferos e a primeira linhagem celular específica destes embriões. Após a fertilização no oviduto, o embrião mamífero passa por uma ronda relativamente lenta de segmentação para produzir uma mórula de 8 células. Cada célula da mórula, denominada blastómero, aumenta a área de superfície de contacto com as suas vizinhas num processo denominado compactação. Isto resulta na polarização das células da mórula, e as segmentações posteriores dão origem a um blastocisto de aproximadamente 32 células. Nos ratos, a nova massa celular interna consiste em 12 células internas e o trofectoderma circundante consiste em 20–24 células.Existem variações entre espécies de mamíferos no número de células presentes na fase de compactação; Os embriões bovinos apresentam diferenças relacionadas com a compactação já no estádio de 9 a 15 células e os coelhos apenas após o estádio de 32 células.Existe também variação interespecífica nos padrões de expressão génica nos embriões iniciais.
O MCI e o TE geram tipos de células claramente diferentes à medida que a implantação começa e a embriogénese continua. As células trofoectodérmicas formam tecidos extraembrionários, que funcionam como suporte do próprio embrião. Além disso, estas células bombeiam fluido para o interior do blastocisto, provocando a formação de um blastocisto polarizado que tem o ICM preso mesmo às extremidades do trofectoderma (ver figura). Esta diferença na localização das células faz com que as células do ICM expostas à cavidade cheia de fluido acabem por se tornar o endoderma primitivo (ou hipoblasto), enquanto o resto das células se transformará no ectoderma primitivo (ou epiblasto). O hipoblasto contribui para a formação das membranas extra-embrionárias e o epiblasto dará origem ao embrião final propriamente dito, bem como a alguns tecidos extra-embrionários.

## Regulação da especificação celular
Uma vez que a segregação das células pluripotentes da massa celular interna do restante blastocisto é parte integrante do desenvolvimento dos mamíferos, muitas pesquisas têm sido conduzidas para elucidar os mecanismos celulares e moleculares correspondentes deste processo. Existe um interesse primordial em saber quais os fatores de transcrição e as moléculas de sinalização que direcionam as divisões assimétricas dos blastómeros que dão origem às chamadas células internas e externas e, portanto, a especificação das linhagens celulares. No entanto, devido à natureza variável e reguladora dos embriões de mamíferos, as evidências experimentais para estabelecer estes destinos celulares iniciais permanecem incompletas. 
A nível transcricional, os fatores de transcrição Oct4, Nanog, Cdx2 e Tead4 foram implicados no estabelecimento e reforço da especificação do MCI e TE em embriões iniciais de rato. 

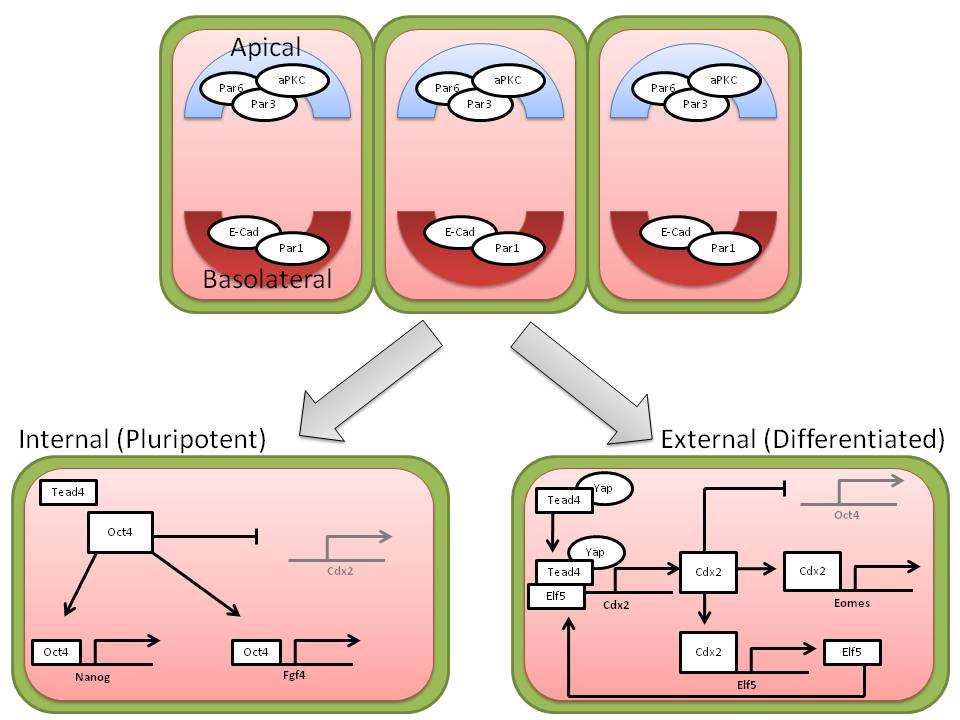
A polarização apical e basolateral do embrião inicial estabelece-se no estádio de 8 a 16 células após a compactação. Esta diferença inicial no ambiente das células reforça um ciclo de feedback transcricional no sentido interno ou externo. As células internas expressam níveis elevados de Oct4, que mantém a pluripotência e suprime o Cdx2. As células eternas expressam níveis elevados de Cdx2, o que causa diferenciação de TE e suprime Oct4.

- Oct4: Oct4 é expresso em MCI e participa na manutenção da sua pluripotência, um papel que tem sido estudado em MCIs derivados de células estaminais embrionárias de ratos. [10] As células com knockout do gene Oct4, tanto in vivo como em cultura, apresentam características morfológicas de TE. Foi demonstrado que um alvo transcricional do Oct4 é o gene Fgf4. Este gene codifica normalmente um ligante segregado pelo MCI, que induz a proliferação do TE polar adjacente. [10]
- Nanog: O Nanog é também expresso no MCI e participa na manutenção da sua pluripotência. Em contraste com o Oct4, os estudos de ratos Nanog-null não mostram reversão do MCI para uma morfologia semelhante à TE, mas demonstram que a perda de Nanog impede o MCI de gerar endoderme primitivo.[11]
- Cdx2: O Cdx2 é altamente expresso no TE e é necessário para manter a sua especificação. Os ratos knockout para o gene Cdx2 sofrem compactação, mas perdem a integridade epitelial TE durante a fase tardia do blastocisto. Além disso, a expressão de Oct4 é posteriormente elevada nestas células TE, indicando que Cdx2 desempenha um papel na supressão de Oct4 nesta linhagem celular. Além disso, as células estaminais embrionárias podem ser geradas a partir de ratos Cdx2 nulos, demonstrando que Cdx2 não é essencial para a especificação de CCL. [12]
- Tead4: Tal como o Cdx2, o Tead4 é necessário para a função do TE, embora o factor de transcrição seja expresso de forma ubíqua. Os ratos nulos Tead4 também sofrem compactação, mas não conseguem gerar a cavidade blastocele. Tal como os embriões nulos Cdx2, os embriões nulos Tead4 podem dar origem a células estaminais embrionárias, indicando que o Tead4 é dispensável para a especificação do MCI. [13] Trabalhos recentes mostraram que o Tead4 pode ajudar a regular positivamente o Cdx2 no TE e a sua atividade transcricional depende do coativador Yap. A localização nuclear do Yap nas células externas permite-lhe contribuir para a especificidade do TE, enquanto as células internas sequestram o Yap no citoplasma através da [[fosforilação].[14]

Em conjunto, estes fatores de transcrição funcionam num ciclo de feedback positivo que reforça o MCI para a distribuição celular no TE. A polarização inicial dos blastómeros ocorre na fase de 8 a 16 células. Uma polaridade apical-basolateral é observada pela visualização de marcadores apicais como Par3, Par6 e aPKC, bem como do marcador basal E-caderina. Pensa-se que o estabelecimento desta polaridade durante a compactação gera uma identidade ambiental para as células internas e externas do embrião. Consequentemente, a expressão estocástica dos fatores de transcrição acima mencionados é amplificada num ciclo de feedback que especifica que as células externas são destinadas ao TE e as células internas ao MCI. No modelo, um ambiente apical ativa o Cdx2, que aumenta a sua própria expressão através de um fator de transcrição posterior denominado Elf5. Em conjunto com um terceiro factor de transcrição, o Eomes, estes genes actuam de forma a suprimir genes de pluripotência como o Oct4 e o Nanog nas células externas.  Assim, o TE torna-se especificado e diferenciado. No entanto, as células internas não activam o gene Cdx2 e expressam níveis elevados de Oct4, Nanog e Sox2. Estes genes suprimem o Cdx2 e as células internas mantêm a pluripotência e geram o CCL e, por fim, o resto do embrião propriamente dito.
Embora esta dicotomia de interações genéticas seja claramente necessária para dividir os blastómeros de embriões de rato em identidades MCI e TE e TE, o início destes ciclos de feedback continua em debate. Também não é claro se são estabelecidos estocasticamente ou através de uma assimetria ainda mais precoce, e a investigação atual procura identificar marcadores mais precoces de assimetria. Por exemplo, alguns investigadores correlacionam os dois primeiros segmentos durante a embriogénese no que diz respeito aos futuros pólos animal e vegetal com uma especificação definitiva. A divisão assimétrica da informação epigenética durante estas duas primeiras segmentações, e a orientação e ordem pela qual ocorrem, podem contribuir para a posição da célula dentro e fora da mórula.

## Células estaminais
Os blastómeros isolados do ICM de embriões de mamíferos cultivados em cultura celular são designados por células estaminais embrionárias. Estas células pluripotentes, quando cultivadas num ambiente cuidadosamente coordenado, podem dar origem às três camadas germinativas (ectoderme, endoderme e mesoderme) do corpo adulto.  Por exemplo, o fator de transcrição LIF4 é necessário para manter as células estaminais de rato in vitro.  Os blastómeros estão dissociados de uma massa celular interna isolada num blastocisto inicial, e o seu código transcricional governado por Oct4, Sox2 e Nanog ajuda a mantê-los num estado indiferenciado.
Um benefício da natureza regulatória em que os embriões de mamíferos se desenvolvem é a manipulação dos blastómeros da massa celular interna para gerar ratos knockout. Em ratos, as mutações num gene de interesse podem ser introduzidas por retrovírus em células estaminais embrionárias cultivadas, e estas podem ser reintroduzidas na massa celular interna de um embrião intacto. O resultado é um rato quimérico, que se desenvolve com uma parte das suas células contendo o genoma da célula estaminal embrionária. O objetivo deste procedimento é incorporar o gene mutado numa linha germinativa de rato para que a sua descendência perca um ou ambos os alelos do gene de interesse. Os geneticistas aproveitam esta técnica de manipulação das células da massa interna para estudar a função dos genes no sistema dos mamíferos. 